# Josep Ferrer i Bujons
Josep Ferrer i Bujons (Maçana, Rubió, 12 de maig de 1959) és un poeta, escriptor, lingüista i professor català llicenciat en filologia catalana. Fou col·laborador de La Veu de l'Anoia i de periòdic setmanal Regió 7, edició de l'Anoia. Durant la dècada de 1980 va escriure quatre reculls de poemes i el 1987 obtingué un premi a l'Ateneu Igualadí per Les Fulles de tardor.
Llicenciat en Filologia Catalana per la Universitat de Barcelona l'any 1982, ha exercit la docència a diferents instituts de Batxillerat, entre els quals l'IB Pere Vives Vich d'Igualada. Ha publicat quatre volums de poemes durant les dècades del 1980 i el 1990.
Ha conreat la crítica literària i la crítica d'art en general, a més del periodisme en l'àmbit cultural i els articles d'opinió, a les pàgines del setmanari igualadí La Veu de l'Anoia. L'any 1994 va fer una petita incursió en la història amb «Aproximació a la història de la parròquia i terme de Sant Martí de Maçana», dins els Itineraris per la Serra de Rubió i Refugi del Mas del Tronc, suplement de la revista Excursionisme, butlletí de la Unió Excursionista de Catalunya. El 1999 va escriure la seva primera novel·la, Ànima de frontera, que publicà l'editorial Edicions l'Albí. Aquell mateix any publicà un article a la Revista d'Igualada sobre el poeta Màrius Torres.
Des del 1999 treballa com a lingüista de l'edició en català d'El Periódico de Catalunya. Ha viscut a Igualada des del 1980 fins al 1997, i actualment resideix a Rubió. És considerat un dels millors poetes anoiencs del segle xx.

## Obra
Ha escrit quatre reculls de poemes i una novel·la.
Poesia
- Paraules de pluja al vent (1983),[2]
- Paraules de lluna tèbia (1986),[2]
- Tots els cants (1991),[2]
- Bagatge de miralls (1997),[2]

Novel·les
- Ànima de frontera[7] (1999)